# Adolf Horsetzky von Hornthal
Adolf Edler Horsetzky von Hornthal (ur. 12 lutego 1847 w Pradze, zm. 10 lutego 1929 w Wiedniu) – generał artylerii Armii Austro-Węgier, komendant 1. Korpus w Krakowie.

## Życiorys
W 1865 roku wstąpił do Terezjańskiej Akademii Wojskowej. Po wybuchu wojny prusko-austriackiej został przydzielony do 30. Batalionu Jegrów i uczestniczył w przegranej przez Austriaków bitwie pod Sadową. Po zakończeniu konfliktu przeszedł szkolenie w Szkole Wojennej w Wiedniu i został awansowany na stopień porucznika (niem. Oberleutnant). Następnie służył jako oficer sztabowy w Sztabie Generalnego Kwatermistrza (niem. General-Quartiermeisterstab). W 1872 roku awansowany na kapitana (niem. Hauptmann), został przydzielony do Sztabu Generalnego, w którym odpowiadał za przygotowanie wojskowych regulaminów i podróży szefa Sztabu Generalnego. Po zajęciu Bośni i Hercegowiny w 1878 roku powierzono mu zadanie opracownia planów zaopatrzenia wojsk stacjonujących w Sarajewie. Współpracował wówczas z majorem Heinrichem von Pitreichem (przyszłym ministrem wojny). Po awansie na majora w 1879 roku objął dowództwo nad 33. Batalionem Jegrów, a rok później oddelegowany, jako obserwator, na manewry armii francuskiej. W 1882, w stopniu podpułkownika (niem. Oberstleutnant), przebywał w Imperium Rosyjskiem reprezentując Sztab Generalny na spotkaniach z rosyjskimi wojskowymi w Petersburgu i Moskwie. W latach 1884-1888 wykładał strategię w Szkole Wojennej w Wiedniu, a następnie piastował funkcję szefa biura Sztabu Generalnego ds. operacyjnych. Po awansie na generała majora objął dowództwo nad 12. Brygadą Piechoty w Klagenfurcie, a następnie nad 12. Dywizją Piechoty w Krakowie. W 1903 roku został dowódcą 1. Korpusu, a rok później otrzymał awans na generała artylerii (niem. Feldzeugmeister). Stanowisko to piastował do 1907 roku, kiedy przeszedł w stan spoczynku. Będąc na emeryturze zajął się opracowywaniem dziejów armii austriackiej i austro-węgierskiej w XIX wieku, wprowadzając nowe nazewnictwo kampanii wojennych Austrii. Od 1904 roku był szefem 90. Pułku Piechoty.

## Odznaczenia
Odznaczenia Horsetzky'ego von Hornthala to między innymi:
- Kawaler Orderu Korony Żelaznej II klasy
- Kawaler Orderu Leopolda
- Krzyż Zasługi Wojskowej
- Medal Zasługi Wojskowej na czerwonej wstędze
- Medal Wojenny
- Medal Jubileuszowy Pamiątkowy dla Sił Zbrojnych i Żandarmerii
- Odznaka za Służbę Wojskową II klasy
- Order Świętej Anny II klasy (Imperium Rosyjskie)
- Order Orła Czerwonego II klasy (Prusy)
- Oficer Legii Honorowej (Francja)
- Oficer Orderu Świętych Maurycego i Łazarza (Włochy)
- Krzyż Wielki Orderu Alberta (Saksonia)
- Order Zasługi Filipa Wspaniałomyślnego (Hesja)